# Tomophyllum subrepandulum
Tomophyllum subrepandulum là một loài thực vật có mạch trong họ Polypodiaceae. Loài này được (Christ) Parris mô tả khoa học đầu tiên năm 2007.